# Kroppsaktivism

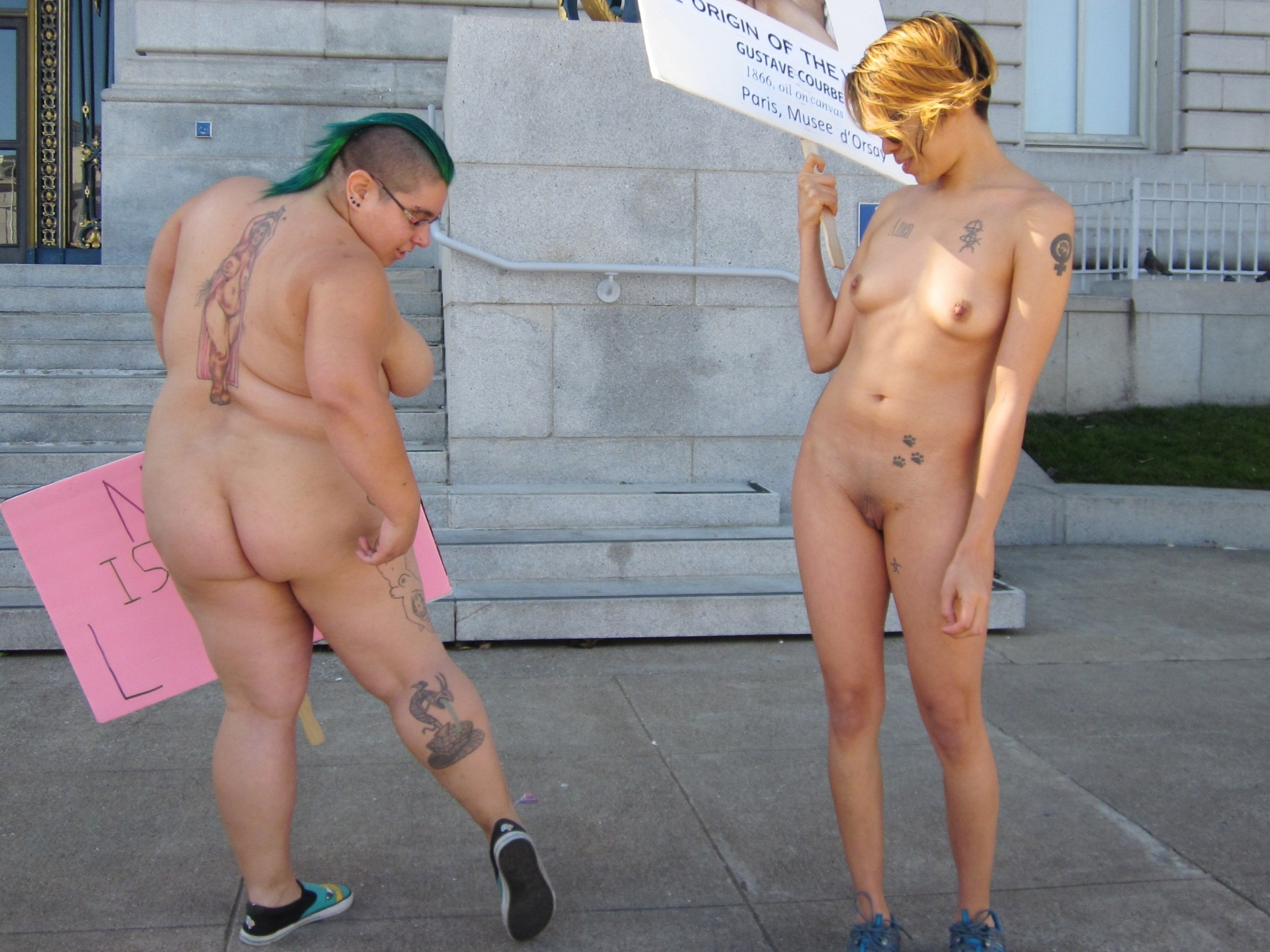
Protest mot ”Nude ban” i San Francisco 2013.

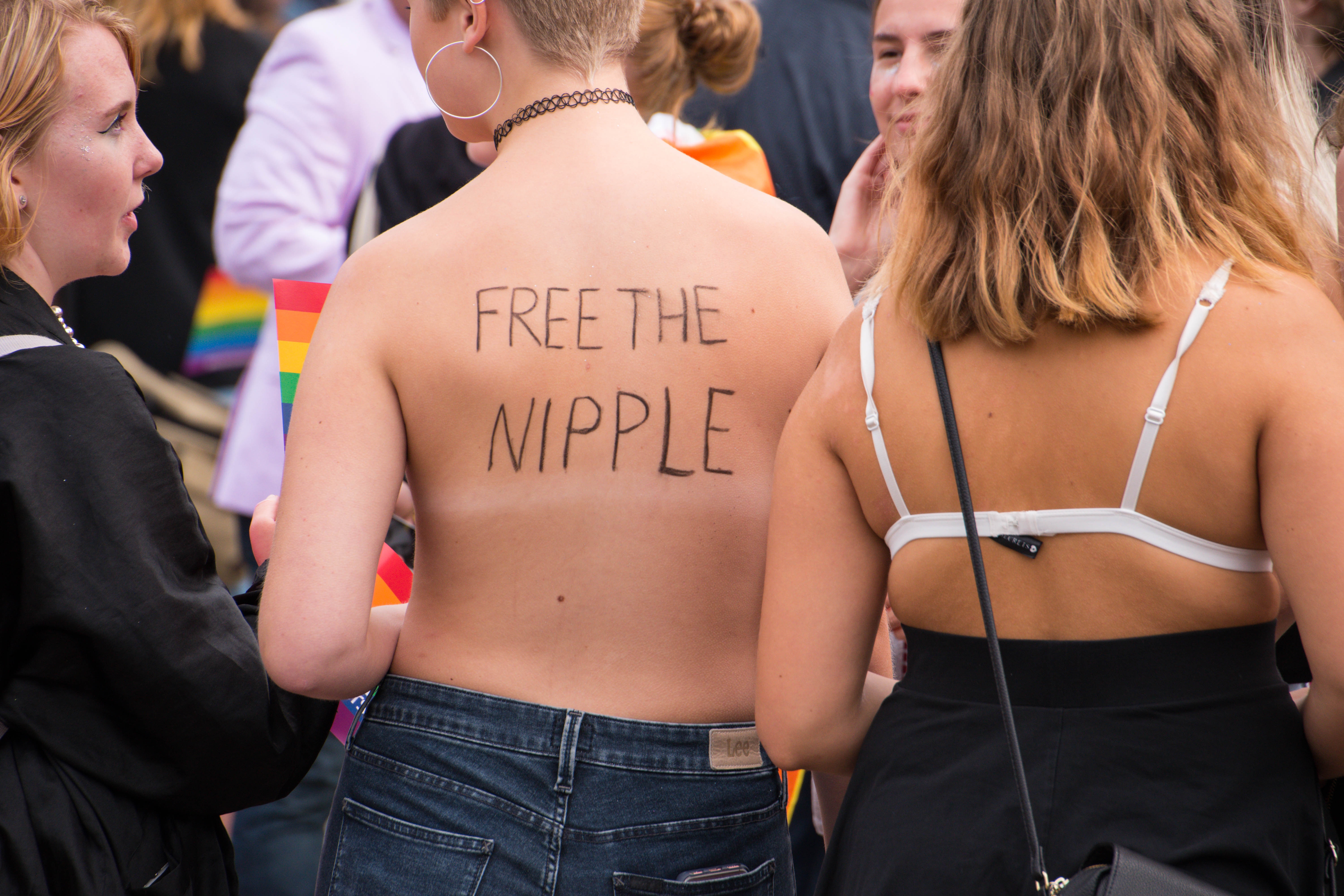
Free the Nipple Malmö Pride 2016

Kroppsaktivism (eng. ”Body Activism”) är en ideologiskt grundad verksamhet som syftar till att motverka begränsande skönhetsideal och skapa lika villkor för människor med olika kroppstyper. Ordet fanns på Språkrådets nyordslista 2016.
Andra närliggande begrepp är kroppspositivism och kroppsacceptans. Men där dessa främst betonar ett positivt eller accepterande förhållningssätt till allas kroppar, inklusive den egna, handlar kroppsaktivism om att i handling verka för att allas kroppar ska få synas, bli sedda och uppskattade.
Kroppsaktivism är del av en rörelse som hävdar människors – mäns och kvinnors – rätt till sin kropp. Den uppmuntrar individen att uppskatta sin kropp som den är. Aktivismen vill verka för nya skönhetsideal och för att alla kroppstyper ska få synas. Grunden är att alla människors nakna kroppar är vackra. En kroppsaktivist tar själv makten över sin egen kropp genom att visa upp den på sina egna villkor, oavsett hur den ser ut och oavsett vad någon annan tycker om det. En vanlig utgångspunkt är det välkända feministiska slagordet My Body, My Choice.
Kroppsaktivism uttrycks ofta i sociala medier, i bloggar, i samband med olika event, i vardagen eller på exempelvis badplatser.
I Sverige uppmärksammades kroppsaktivism och kroppspositivism i en debatt som initierades 2015 av Stina Wollter och har därefter fått ökad uppmärksamhet inte minst i feministisk forskning och för att driva kravet på samma rättigheter för män och kvinnor. Andra som betecknats som, eller kallat sig, feminister och kroppsaktivister är exempelvis Mia Skäringer, Karin Adelsköld, Lady Dahmer, Linda-Marie Nilsson, Victoria Bateman, Beth Ditto, Arvida Byström, Peg Parnevik och Julia Skott